# Spexhall
Spexhall – wieś w Anglii, w hrabstwie Suffolk, w dystrykcie East Suffolk. Leży 42 km na północny wschód od miasta Ipswich i 147 km na północny wschód od Londynu.